# Monster from the Ocean Floor
Monster from the Ocean Floor este un film SF american din 1954 regizat de Wyott Ordung. În rolurile principale joacă actorii Anne Kimball, Stuart Wade, Dick Pinner.

## Prezentare
Julie Blair (Kimbell) este o americană care se află în vacanță într-un sat mexican de lângă ocean. Ea aude povestiri despre o creatură care mănâncă oameni și locuiește într-un mic golf. Julie se întâlnește cu Dr. Baldwin (Dick Pinner), un biolog marin, și se îndrăgostesc unul de celălalt. Moartea misterioasă a unui scafandru face ca Julie să investigheze cazul, în timp ce Baldwin este foarte sceptic. Ea vede o amibă gigantică care se ridică din ocean.

## Actori
- Anne Kimbell (Julie Blair)
- Stuart Wade (Steve Dunning)
- Dick Pinner (Dr. Baldwin)
- Wyott Ordung (Pablo)
- Inez Palange (Tula)
- Jonathan Haze (Joe)
- David Garcia
- Roger Corman (Tommy)

## Distribuție
Premiera filmului după țară (și titlul):
- 21 mai 1954 Statele Unite (Monster from the Ocean Floor)
- Spania (El monstruo del océano)
- Canada (Monster Maker)